# Caphornia nigrolineata
Caphornia nigrolineata là một loài bướm đêm trong họ Noctuidae.